# Robbert Schilder
Pour les articles homonymes, voir Schilder.
Robbert Schilder, né le 18 avril 1986 à Amstelveen, est un footballeur néerlandais, qui peut évoluer en défense ou en milieu de terrain.

## Biographie
Après des clubs amateurs, Schilder rejoint l'Ajax et fait partie de l'effectif professionnel dès le début de la saison 2005-2006. Son premier match en Eredivisie a lieu le 8 février 2006, lors d'une victoire 1-0 face à Willem II. Au cours de la saison, il joue trois autres matches avec l'Ajax, qui gagne la Coupe des Pays-Bas. Après avoir participé à la Supercoupe remporté 3-1 face au PSV Eindhoven en août 2006, il est prêté à Heracles Almelo, où il devient un des joueurs clés. Il aide l'équipe à éviter le tournoi de promotion et de relégation de fin de saison.
En 2007, Schilder est appelé en sélection espoirs par Foppe de Haan. Il fait partie de son effectif pour le Championnat d'Europe espoirs qui se tiennent aux Pays-Bas et qui voient les Néerlandais conserver leur titre, battant la Serbie 4-1 en finale, ce qui les qualifie pour les Jeux olympiques d'été de 2008.
Après le tournoi et la trêve estivale, Schilder retourne à l'Ajax.
En février 2009, il signe au club de NAC Breda. Après plus de 100 matchs joués avec le NAC Breda, il rejoint le FC Twente lors du mercato d'été 2012, pour une durée de 4 ans.

## Palmarès

### En club
Ajax Amsterdam
- Trophée Johan Cruyff
  - Vainqueur (2) : 2006, 2007

### En sélection
Pays-Bas espoirs
- Championnat d'Europe espoirs
  - Champion (1) : 2007